# Draganić
Draganić (dawniej Draganići) – wieś i gmina w Chorwacji, w żupanii karlowackiej. W 2011 roku liczyła 2741 mieszkańców, a w 2021 roku 2646 mieszkańców.
Jest położony nad rzeką Kupčiną, na wysokości 120 m n.p.m., 14 km na północny wschód od Karlovaca. Przebiega przezeń droga z Karlovaca do Zagrzebia. Miejscowa gospodarka oparta jest na rolnictwie.
Pierwsza historyczna wzmianka o Draganiciu pochodzi z 1264 roku z przywileju Beli IV.